# Dzieła Władysława Szlengla

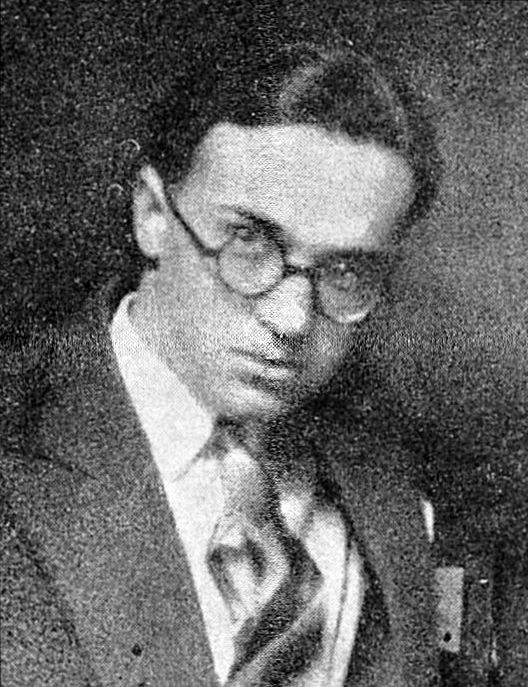
Władysław Szlengel

Dzieła Władysława Szlengla (1912–1943) – polsko-żydowskiego poety, autora piosenek i tekstów kabaretowych.

## Teksty kabaretowe

### Nasze bobaski, kino-teatr Italia 1932
W 1932 kino-teatr Italia wystawia rewietkę Nasze bobaski pióra A. Lechowicza i Wł. Szlengla.

### Warszawa na lodzie, a my na wodzie, kino-teatr Italia, marzec 1932
W marcu wystawiano w kino-teatrze Italia rewietkę Warszawa na lodzie, a my na wodzie z tekstem Z. Drabika, A. Lachowicza i Wł. Szlengla.

### Tylko dla żonatych, kino-teatr Italia, kwiecień 1932
W kwietniu 1932 prezentowano w kino-teatrze Italia rewietkę świąteczną Tylko dla żonatych pióra Mariana Marsa, A. Lachowicza i Wł. Szlengla.

### Klub dziewic, Teatr Rewji na Pradze Bomba, 1933
Tekst pisał Drabik, Brzeski, A. Lachowicz, Włast, Krystjan, Szlengier, Nel, Tom, Walery Jastrzębiec i Szmaragd. Teatr Rewii na Pradze „Bomba” ul. Zamojskiego nr 20. tel 10 04 61, własność małżonków Stefanji i Jakuba Krzypów. Zrzeszenie Artystów Teatrów Warszawskich pod kier. T. Faliszewskiego. Koniec stycznia 1933 (opis w Trubadurze Warszawy).

### Oś Cyrulik Warszawskie, teatr Cyrulik Warszawy, 1937/1938
Oś Cyrulik Warszawa. Rewia wiosenna w 18 odsłonach teatru „Cyrulik Warszawski”, sezon 1937/38, sezon 3. Teksty Szlengla: Wiosenna piosenka (muz. H. Szyling) wykonanie Z. Terne, Gwiazdy (muz. Leon Boruński, wyk. Siostry Burskie).

### Nic nie wiadomo!, teatr Qui Pro Quo, 1939
Nic nie wiadomo!: rewia zwątpień i znaków zapytania w 17 akwafortach. Teksty Szlengla (z Jurandotem), Drań (muz. H. Warsa), wyk. S. Górska, Astral (wraz z Jurandotem), wyk. A. Dymsza, T. Olsza, Nic nie wiadomo (wraz z Jurandotem), wyk. A. Dymsza.

### Kto kogo, teatr rewii Tip-Top, 1939
Kto kogo? Inauguracyjna rewia polityczna w 19 obrazach. Teksty Szlengla: Prolog (muz. K. Gimpel) wyk. Maria Chmurkowska, Ballada o King Hollu, wyk. Maria Chmurowska, Zabawa w wojnę (muz. K. Gimpel).

### Pod Parasolem, teatr Małe Qui Pro Quo, 1939
Mazowiecka 12, Cukiernia Ziemiańska, Pod Parasolem, rewia talentów w 16-tu wybuchach. Tekst Szlengla: Były sobie świnki trzy, (tekst z Jurandotem) wyk. S. Górska, H. Grossówna, H. Kamińska.

### Sezonie otwórz się, teatr Ali-Baba, 1939
Ostatni posłaniec
W programie Sezonie, otwórz się Ludwik Sempoliński i Wojciech Ruszkowski okazali się prekursorami tak modnego dzisiaj stylu retro. [Sempoliński o piosence Ostatni posłaniec ...]
Przechodząc co dzień w drodze do teatru koło Hotelu Europejskiego zauważyłem posłańca staruszka, któremu z całego umundurowania pozostała tylko czerwona czapka, a jedynym zajęciem rozdawanie za groszową opłatą ulotek reklamujących się firm. Żałosny jego wygląd natchnął mnie do odtworzenia scenicznego takiej właśnie postaci ... [Wittlin i Szlengel napisali] oddzielnie teksty, które połączone razem stworzyły piękną i rzewną piosenkę. Muzykę opartą na starych motywach warszawskich walców skomponował Sygietyński. [Ludwik Sempoliński, Wielcy artyści małych scen]

### Strachy na Lachy, Małe Qui Pro Quo, 1939
Teksty Szlengla: Nie poznaję cię Warszawo (z Jurandotem, muz. J. B.), wyk. A, Bogucki, Ja przyszłam pierwsza, (z Jurandotem, muz. J. B.) wyk. S. Górska

### Szukamy Gwiazdy, teatr Wielka Rewia
Szukamy Dwiazdy! Nasz Przegląd r17, nr 26, 26 stycznia 1939

## Piosenki i wiersze (1930–1939)
- Sierotka[11][b]
- Buick i skoda[11][c]
- Chodż na piwko naprzeciwko (1938)
- Panna Andzia ma wychodne (1936)

## Nasz Przegląd (1930–1939)
- 1930–1936
- Cjankali, Nasz Przegląd, r. 7, nr 243, 1930 (Niedziela, 31 sierpnia, str. 7)
- Sylwester, Nasz Przegląd, r13, nr 1, 1 stycznia 1935, wtorek
- I beg your pardon ..., Nasz Przegląd, r. 14, nr 362, 17 grudnia, 1936
- 1937
- Samolot, Nasz Przegląd, r.15, n.99, wtorek 6 kwietnia 1937, str. 8
- Wiosna na ulicy Pawiej, Nasz Przegląd, r. 15, nr 111, niedziela 18 kwietnia 1937, str 9.
- Warszawa III, Nasz Przegląd, r. 15, n. 119, niedziela 25 kwietnia 1937 r., str 9. (F&Z)[d]
- Nihil novi, Nasz Przegląd, r. 15, nr 207, 18 lipca 1937
- Kolnidre (Kol Nidre), Nasz Przegląd, nr 263, wtorek 14 września 1937, str. 7
- Szałasy, Nasz Przegląd, nr 268, 20 września 1937 (chodzi o święto szałasów)
- Wiersz na temat nie-żydowski, Nasz Przegląd, nr 283, 1937
- 1938
- Nie kupujcie nowych kalendarzy, Nasz Przegląd, nr 16, 16 stycznia 1938
- Rozmowa przy drzwiach zamkniętych, Nasz Przegląd, nr 36, 5 lutego 1938
- Rajzełe, Nasz Przegląd, r.16, n. 80, niedziela 20 marca 1938, str. 19. (F&Z) (Porywającej interpretatorce - czarującej, zwykłej, głupiej, i przemądrej piosenki o Rajzełe - p. Loli Folman poświęcam).
- Szukam człowieka, Nasz Przegląd, r. 16, nr 136, 15 maja 1938
- Listy, Nasz Przegląd, nr 150, 29 maja 1938
- K. O., Nasz Przegląd, nr 175, 1938 (wiersz ten dotyczy walk dwóch bokserów Joe Louisa i Maxa Schmelinga z 22 lipca 1938 r. Walki te symbolizowały i symbolizują przeciwstawienie idei faszyzmu i demokracji)
- Do generała Haininga, Nasz Przegląd, nr 177, 26 czerwca 1938 (chodzi o generała Roberta Haininga)
- Pieśń o bohaterze, Nasz Przegląd, r.16, n.182, piątek 1 lipca 1938, str. 3 (F&Z)
- Upiory w Evian, Nasz Przegląd, 189, 1938 (chodzi o konferencję w Évian w lipcu 1938 roku dotyczącą uchodźców żydowskich)
- Różne są lipcowe noce ...!, Nasz Przegląd, nr 191, 10 lipca 1938
- 40st w cieniu, Nasz Przegląd, nr 217, 3 sierpnia 1938 (F&Z)
- Księgi dżungli, Nasz Przegląd, nr 213, 31 lipca 1938 (podczas konferencji w Évian dotyczącej statusu uchodźców żydowskich wymieniano jako tereny ich możliwej emigracji Afrykę)
- Koszmarny sen, Nasz Przegląd, nr 225, 11 sierpnia 1938 (wiersz na temat segregacji rasowej – zakazu używania parków i siadania na ławkach przez Żydów w Wiedniu)
- Opuszczone mieszkania, Nasz Przegląd, r.16, n.242, niedziela 28 sierpnia 1938, str. 15 (wiersz na temat mieszkań pustych latem)(F&Z)
- O sole milo ...!, Nasz Przegląd, nr 244, 30 sierpnia 1938 (wiersz dotyczący ustaw rasistowskich we Włoszech)
- Niepotrzebne niebo, Nasz Przegląd, r.16, n.256, niedziela 11 września 1938, str. 21 (wiersz dedykowany Leo Belmontowi)
- Świat z tajemnic obdarty, Nasz Przegląd R.16, n263, 1938
- Kartki w złotych obwódkach, Nasz Przegląd, nr 276, 1 października 1938
- Szkolne książki, Nasz Przegląd, R. 16, Nr277, dodatek ilustrowany (F&Z)
- Al chet, Nasz Przegląd, nr 279, 4 października 1938
- Sukoth, Wiklinowe schrony, Nasz Przegląd, nr 285, 11 października 1938
- Arabskie ultimatum, Nasz Przegląd, r.16, n.289, sobota 15 października 1938, (wiersz na temat ultimatum komitetu arabskiego w Damaszku) (F&Z)
- Lambet walk Nasz Przegląd, R16, Nr332, dodatek ilustrowany, 27 listopada 1938 (F&Z)
- Sklepiki, Nasz Przegląd, nr 353, 18 grudnia 1938
- 1939
- Niemowlę 1939, Nasz Przegląd, nr 1, 1 stycznia 1939
- Płyną okręty (Quasi una Fantasia), Nasz Przegląd, nr 8, 8 stycznia 1939
- Przerażone pokolenie, Nasz Przegląd, nr 15, 15 stycznia 1939 (wstęp wiersza: Gminy żydowskie i instytucje filantropijne wysyłają małe dzieci uchodźców do Anglii. Holandii itd.)
- Tobuł tułaczy, Nasz Przegląd, nr 36, 5 lutego 1939
- F. I. S., Nasz Przegląd, r.17, n.44, poniedziałek 13 lutego 1939 (na temat gór i nart, F.I.S. to Międzynarodowa Federacja Narciarska)
- Modlitwa na Kasprowym Wierchu, nr 57, 26 lutego 1939
- Maska Purymowa, Nasz Przegląd, nr 64, 5 marca 1939
- Wojny marcowe, Nasz Przegląd, nr 78, 19 marca 1939
- Prima aprilis, Nasz Przegląd, nr 91, 1 kwietnia 1939
- Czekamy na mowę, Nasz Przegląd, nr 118, 28 kwietnia 1939
- Upalna niedziela, Nasz Przegląd, r17, n.155, str. 14, niedziela, 4 czerwca 1939 (wiersz o upalnej niedzieli) (F&Z)
- Do niemieckiego Narodu, Nasz Przegląd, nr 162, 11 czerwca 1939
- Pięta Achillesa, Nasz Przegląd, r.17, n.169, niedziela 18 czerwca 1939, str. 17 (felieton na temat twórczości Tadeusza Wittlina) (F&Z)
- Melodie gastronomiczne, Nasz Przegląd, r.17, nr 183, niedziela 2 lipiec 1939, str. 17 (z powodu braku masła, jaj, i tłuszczów władze niemieckie zarządziły, aby na targach, w godzinie zakupów rannych, grała orkiestra)
- Listy Kinga Halla, Nasz Przegląd, r.17, n.208, czwartek 27 lipca 1939, str. 9.
- Cisza, Akwarela Leśna, Nasz Przegląd, r. 17, n.225, niedziela 13 sierpnia 1939, str. 21 (i piszę list do ciebie .. że źle mi, że cierpię..) (F&Z)

## Szpilki

### 1937
- Przysłowie, Szpilki, nr 9, 1937
- Akcesoria P. P., Szpilki, nr 9, 1937
- Na czynniki miarodajne konfiskujące gazety, Szpilki, nr 9, 1937
- Filozofia,  Szpilki, nr 14, 1937
- Sposób,  Szpilki, nr 14, 1937
- Jeszcze jedno wyjaśnienie pochodzenia red. Stanisława Piaseckiego, Szpilki, nr 15, 1937
- Do pewnej pani, Szpilki, nr 15, 1937
- Do grafomana, Szpilki, nr 15, 1937
- Wariat, Szpilki, nr 15, 1937
- Cyrk i dyplomacja, Szpilki, nr 16, 1937
- Pismo i znaki pisarskie, Szpilki, nr 16, 1937
- Pluskwy, Szpilki, nr 20, 1937
- Wywczasy wywrotowe, Szpilki, nr 29, 1937

### 1938
- Śmiech, Szpilki, R4, nr 15, str. 5,  kwiecień 1938
- Myśl, Szpilki, R4, nr 21, 23 maja 1938
- O incydencie z P.P. Kozłowskim i Miedzyńskim, Szpilki, R4, nr 21, 23 maja 1938
- Familienleben, Szpilki, R4, nr 21, 23 maja 1938 i 22 maja 1938 (F&Z)
- Telefon, Szpilki, R4, nr 34, 14 sierpnia 1938
- Tramwaje, Szpilki, nr 49, 27 listopada 1938 (F&Z)

### 1939
- Precz z Kolumbem, Szpilki, R5, nr 13, 14 maja 1939
- Skandal w iluzjonie, Szpilki, R5, nr 15, 23 maja 1939
- Małżeństwo dyktatora, Szpilki, R5, nr 18, 18 czerwca 1939
- Noty niedyplomatyczne (Dwaj Kanclerze), Szpilki, R5, nr 19, 25 czerwca 1939 (w książce M. Stańczuk jest źle podany tytuł tekstu Dwaj kanclerze)
- Sztuka, Szpilki, R5, nr 19, 25 czerwca 1939
- Laryngologia stosowana, Szpilki, R5, nr 19, 25 czerwca 1939
- Kulisy gdańskie, Szpilki, R5, nr 19, 25 czerwca 1939
- Słodka tajemnica (felieton m.in. o Hermanie Goeringu), Szpilki, R5, nr 21, str. 3, 9 lipca 1939 (podpis Wł. Szl.)
- Afryka musi mieć kolonie (felieton), Szpilki, R5, nr 21, str. 4, 9 lipca 1939 (F&Z)
- Weekend w Kazimierzu, Szpilki, R5, nr 22, 16 lipca 1939
- Spotkania o świcie, Szpilki, R5, nr 29, 20 sierpnia 1939 (F&Z)
- Bankiet na Kremlu, Szpilki, R5, nr 31, 3 września 1939

## Kino
- Manifest widzów z przedmieścia, Kino, nr 46, 1934 (F&Z)
- Gwiazdka małej gwiazdki, Kino, nr 52, 1934 (wiersz o Shirley Temple, której zdjęcie zdobiło okładkę świątecznego wydania Kina) (F&Z)
- Najmilsza para na ekranie, Kino, nr 3, 1935 (F&Z)
- Groza na ekranie, Kino, nr 46, 1935 (F&Z)

## Robotnik
- Ballada o dyktatorze i tłumie pod balkonem, Robotnik, nr 1, 1938
- Wielka Ruleta, Robotnik, nr 16, 1938 oraz Gazeta Robotnicza, nr 14, 16 stycznia 1938 (F&Z)
- Dzieci, nie czytajcie książek! ... Robotnik, nr 30, 1938 oraz Gazeta Robotnicza, nr 26, 30 stycznia 1938
- Nigdy Panu tego nie zapomnę ..., Robotnik, nr 94, 1938
- Dwa wiersze (Julianowi Tuwimowi), Robotnik, nr 101, 1938
- Tak!, Robotnik, nr 103, 1938 oraz Gazeta Robotnicza, nr 89, 12 kwietnia 1938
- Ulice się na was patrzą, Robotnik, nr 121 oraz Gazeta Robotnicza nr 106, 20 maja 1938 (F&Z)
- Cień nad granicą, Robotnik, nr 126, 7 maja 1938 oraz Gazeta Robotnicza, nr 111, 7 maja 1938 (F&Z)
- Wiersz o sercu matki (Z okazji Tygodnia Matki), Robotnik, nr 131, 1938 oraz Gazeta Robotnicza, nr 115, 12 maja 1938
- Plotka, Robotnik, nr 138, 1938 oraz Gazeta Robotnicza, nr 121, 19 maja 1938
- Modlitwa za Meksyk, Robotnik, nr 145, 1938 oraz Gazeta Robotnicza, nr 127, 26 maja 1938
- Uroczystość made in Germany, Robotnik, nr 186, 1938 oraz Gazeta Robotnicza, nr 165, 7 lipca 1938
- Żale symboli,  Robotnik, nr 210, 1938 oraz Gazeta Robotnicza, nr 186, 31 lipca 1938 (F&Z)

## 5-ta rano
- Żądam pomnika dla Johna Dillingera. Satyra, 5-ta Rano, nr 210, 1934, „Z teki prac czytelników” (opublikowane w numerze donoszącym o pogrzebie słynnego gangstera) (F&Z)

## Sygnały
- Opowieść o muzykalnym generale, Sygnały, nr 53, 1938

## 1940–1943
- Klucz u stróża (nie był dopuszczony przez cenzurę w wydaniu Maciejewskiej[13])
- List (piosenka)
- Jej pierwszy bal[14][e]
- Co czytałem umarłym
- Posłowie
- Notka dla pedantów
- Do polskiego czytelnika
- Okno na tamtą stronę
- Telefon
- Legendy wigilijne
- Dwaj panowie na śniegu
- Paszporty[f]
- Alarm
- Wołanie w nocy
- Mala stacja Treblinki[f]
- Kartka z dziennika akcji
- Okolice Warszawy
- Pomnik
- Dzwonki
- Rozmowa z dzieckiem
- Nowe święto
- Ostatnia legenda o Golemie[f]
- Cylinder[15]
- Wiersz o dziesięciu kieliszkach
- Cyrk
- Zahlen bitte
- Dwie śmierci
- Résumé czyli krakowiaki makabryczne[g][h]
- Pamiętają o mnie (piosenka Majera Mlińczyka)[15]
- Fraszki
- Trzy listy o wąsach i bródce
- W ten dzień
- Piękna pogoda
- Romans współczesny
- Erotyk anno domini 1943
- Dajcie mi spokój
- Bardzo przepraszam
- Pożegnanie z czapką[f]
- Rzeczy[f][i]
- Już czas
- Za pięć dwunasta
- Kontratak (wersja I)
- Kontratak (wersja II)
- Obrachunek z Bogiem[j][f]

W zeszłym tygodniu, po upływie przeszło roku od tej publikacji otrzymałam list z Hajfy, od p. I. Szulmana, który doniósł mi, że po przeczytaniu mego artykułu w Nowinach przypomniał sobie, iż zaraz po wojnie znajomy wręczył mu otrzymany od kogoś z Warszawy odpis ręczny: Obrachunek z Bogiem. Dopiero teraz udało mu się wyszperać go w swych papierach i jeśli jestem jeszcze zainteresowana, chętnie mi prześle kopię... Pan Szulman jest także warszawianinem, przeżył wojnę wraz żoną i córką w Rosji. Oczywiście natychmiast zatelefonowałam. Otrzymałam z jego rąk calutki wiersz [Obrachunek z Bogiem]!

## Nuty
- Śmiej się Griszka (1938)[16]
- Zapłakane oczy (1938)[17]
- Skonfiskowane tango (1936)[18]
- Jej pierwszy bal (1959)[19]
- Jak zabawa to zabawa[20]
- Panno Zosiu ja funduję (1937)[21]
- Ewentualnie (1938)[22]
- List bez odpowiedzi (1936)[23]
- Zosia (1938)[24]
- Jadziem panie Zielonka[25]

## Piosenki i dyskografia (alfabetycznie)
1. Augusta
  - Augusta. Walc. muz. W. Krupiński, tekst Władysław Szlengel, numer katalogowy SE9972, numer matrycowy 28662, śpiew Wesoła trójka radiowa, luty 1938.
  - Augusta. Walc. muz. W. Krupiński, tekst Władysław Szlengel, numer katalogowy SE9997, śpiew Edward Jasiński, Wesoła trójka radiowa, luty 1938.
  - Augusta: walc, Wiktor Krupiński (1879–1951); Edward Jasiński; Henryk Wars; Iwo Wesby; Władysław Szlengel; Warszawa: Syrena-Electro, [ca 1937], Music: 78 rpm. (źródło: Worldcat)
  - Augusta, walc, copyright April 22, 1939, Nowa scena, Warsaw, Poland
2. Bella mia
  - Bella mia. Tango. muz. P. Silby, tekst Władysław Szlengel, numer katalogowy SE2203, śpiew Zbigniew Rawicz, styczeń 1939.
3. Chodź na piwko naprzeciwko
  - Chodź na piwko naprzeciwko. Tango wesołe. muz. B. Mucman, tekst Władysław Szlengel, numer katalogowy SE9971, śpiew Edward Jasiński, luty 1938.
  - Chodź na piwko naprzeciwko. Tango pijackie. muz. B. Mucman, tekst Władysław Szlengel, numer katalogowy SE9985, śpiew Chór Juranda, luty 1938.
  - Chodź na piwko naprzeciwko. Tango wesołe. muz. B. Mucman, tekst Władysław Szlengel, White Eagle C-722 mr S-28695, śpiew Chór Juranda, (Dyskopedia Poloników, 1931).
  - Autor	Mucman, Bolesław (1905–1942). Tytuł	Chodź na piwko - naprzeciwko: tango / B. Mucman; W. Szlengel. Chodź Felek na kufelek: tango / M. Ferszko; J. Lipski. Adres wydawniczy	[Warszawa]: Syrena-Electro, [1938]. (Biblioteka Narodowa)
  - Chodź na piwko - naprzeciwko, Bolesław Mucman; Edward Jasiński; Władysław Szlengel; Józef Lipski; Michał Ferszko; Syrena-Electro, [1938], Music: 78 rpm, (źródło Worldcat)
  - Chodź na piwko naprzeciwko, copyright Dec. 23, 1937, Nowa scena, warsaw, Poland
4. Cisza
  - Cisza. Pieśń. muz. Barbara Bory, tekst J. Lipski i Władysław Szlengel, ODEON 271299, śpiew A. Harris, 1936–1938.
5. Czy to jest miłość
  - Czy to jest miłość. Slowfox. muz. Józef Wilner, tekst J. Ryba i Władysław Szlengel, ODEON 271233, śpiew Adam Wysocki, (Dyskopedia Poloników, 18166).
  - Czy to jest miłość, copyright September 23, 1936, Pro arte, Lwów, Poland
  - Czy to jest miłość, copyright 1937, deutscher text Hoffmann, Otto Rejzek, January 23, 1937
6. Co to może być
  - Co to może być. Slowfox z filmu „Panna Lili”. muz. Barbara Bory, tekst J. Lipski i Władysław Szlengel, numer katalogowy SE9765, numer matrycowy 27644, śpiew Mieczysław Fogg, grudzień 1936 - styczeń 1937.
  - Co to może być: slowfox z filmu „Panna Lili”, Barbara Bory; Mieczysław Fogg; Henryk Gold; Józef Lipski; Władysław Szlengel; [Warszawa]: Syrena-Electro, [1936], Music: 78 rpm (źródło Worldcat) (patrz też Znów Sam „slowfox z filmu „Noc w operze” Brown, Nacio, Herb
7. Dziewczyna z Podwala
  - Dziewczyna z Podwala. Tango charakterystyczne. muz. B. Mucmann, tekst Władysław Szlengel, numer katalogowy SE2238, numer matrycowy 29205, śpiew Mieczysław Fogg, maj-sierpień 1939.
8. Daj mi różę seniorito
  - Daj mi różę senorito. Tango. muz. R. Berlins, tekst J. Lipski i Władysław Szlengel, ODEON 271587, śpiew Janusz Popławski, 1939, (Dyskopedia Poloników, 14030).
9. Dawny świat
  - Dawny świat. Tango. muz. Nicolas Brodszky, tekst J. Lipski i Władysław Szlengel, ODEON271410, śpiew Adam Aston, (Dyskopedia Poloników, 297).
10. Dlaczego nie
  - Dlaczego nie. Walc angielski. muz. Władysław Szpilman, tekst Władysław Szlengel, ODEON 271327, śpiew Stefan Bob, 1936–1938 (Dyskopedia Poloników, 954).
11. Dokąd mam iść
  - Dokąd mam iść. Tango. muz. O. Strock, tekst Władysław Szlengel, numer katalogowy SE2095, numer matrycowy 28876, śpiew Stefan Witas, maj-lipiec 1938.
12. Ewentualnie
  - Ewentualnie. Tango. muz. Cz. Żak, tekst Władysław Szlengel, numer katalogowy SE2073, numer matrycowy 288203, śpiew Tadeusz Faliszewski, maj-lipiec 1938.
  - Ewentualnie = (Eventually): tango, by Czesław Żak; Jerzy Ryba; Władysław Szlengel; Iwo Wesby; Zakłady Wydawnicze „M. Arct”. Musical score, Language: Polish, Publisher: Kraków: Wydawnictwo M. Arcta, cop. 1938., Database: WorldCat
  - Ewentualnie, copyright, aranżacja Iwo Wesby, May 27, 1938
13. Garmoszka
  - Garmoszka. Foxtrot rosyjski. Tekst Władysław Szlengel, ODEON 271443, śpiew Marian Olszewski, (Dyskopedia Poloników, 14117).
  - Garmoszka, copyright April 13, 1938 (Leon Idzikowski, Warsaw, Poland), muzyka A. Leski
14. Gdy miłość zapuka do drzwi
  - Gdy miłość zapuka do drzwi. Walc. muz. C. Gardoni, tekst Władysław Szlengel, ODEON 271589, śpiew Wiera Gran, 1939.
15. Ja panią gdzieś widziałem
  - Ja panią gdzieś widziałem. Tango. muz. Kratky, Sobotka, tekst J. Lipski i Władysław Szlengel, numer katalogowy SE9775, numer matrycowy 27672, śpiew Tadeusz Faliszewski, grudzień 1936 - styczeń 1937.
16. Jadziem, panie Zielonka
  - Jadziem panie Zielonka. Tango wesołe. muz. B. Mucman, tekst J. Lipski i Władysław Szlengel, numer katalogowy SE9830, numer matrycowy 27955, śpiew Tadeusz Faliszewski, luty 1937.
  - Jadziem panie Zielonka. Tango andrusowskie. muz. B. Mucman, tekst J. Lipski i Władysław Szlengel, ODEON271339, śpiew Adam Wysocki, (Dyskopedia Poloników, 18157).
  - Jadziem panie Zielonka. Tango. muz. B. Mucman, tekst J. Lipski i Władysław Szlengel, numer katalogowy ME666 (Melodia Electro), numer matrycowy SE9830, śpiew Jan Pobóg.
  - Jadziem panie Zielonka!: tango, by Bolesław Mucman; Józef Lipski; Władysław Szlengel; Nowa Scena. Musical score, Language: Polish, Publisher: Warszawa: Éditions Nowa Scena, cop. 1937, Database: WorldCat
  - Jadziem panie Zielonka, copyright June 8, 1937, Nowa scena, Warsaw, Poland
  - Jadziem panie Zielonka, aranżacja Michał Zukowska, copyright, October 27, 1937, Nowa scena, Warsaw, Poland
17. Jak zabawa - to zabawa
  - Jak zabawa - to zabawa. Foxtrot wakacyjny. muz. Z. Lewandowski, tekst Władysław Szlengel, numer katalogowy SE9727, numer matrycowy 27400, śpiew Tadeusz Faliszewski, maj 1936.
  - Jak zabawa, to zabawa. Foxtrot. muz. Adam Lewandowski, tekst Jerzy Ryba i Władysław Szlengel, ODEON 271281, śpiewa Albert Harris, 1936.
  - Jak zabawa - to zabawa = (Have good fun): wesoły foxtrot, by Adam Lewandowski; Jerzy Ryba; Władysław Szlengel; Władysław Eiger, Musical score: Songs, Language: Polish, Publisher: Warszawa: M. Arct, cop. 1936., Database: WorldCat
18. Jakubek
  - Jakubek. Novelty-Foxtrot. muz. B. Mucman, tekst Władysław Szlengel, numer katalogowy SE9612, numer matrycowy 26805, śpiew Tadeusz Faliszewski, lipiec-sierpień 1935. https://polona.pl/archive_prod?uid=9241954&cid=14019866 (sztengel)
19. Jej pierwszy bal
  - Jej pierwszy bal: piosenki z filmu Epizod na fortepian by Władysław Szpilman; Bronisław Brok; Władysław Szlengel; Polskie Wydawnictwo Muzyczne, Musical score: Songs, Language: Polish, Publisher: Kraków: Polskie Wydawnictwo Muzyczne, 1959. Database: WorldCat
20. Jest ktoś
  - Jest ktoś. Walc angielski. muz. H. Halperin, tekst J. Lipski i Władysław Szlengel, ODEON 271284, śpiew Jerzy Popławski, 1936, (Dyskopedia Poloników, 14072).
21. Kawaler na niedzielę
  - Kawaler na niedzielę. Foxtrot. muz. W. Eiger, tekst J. Lipski i Władysław Szlengel, numer katalogowy SE9751, numer matrycowy 27568, śpiew Tadeusz Faliszewski, wrzesień-listopad 1936.
22. Kiedy przyjdzie rozstanie
  - Kiedy przyjdzie rozstanie. Walc angielski. muz. Gert Frank, tekst J. Lipski i Władysław Szlengel, ODEON 271327, śpiew Stefan Bob, 1936–1938 (Dyskopedia Poloników, 946).
23. Kiedy pójdę w świat
  - Kiedy pójdę w świat. Walc angielski z filmu „Judel gra na szkrzypcach”. muz. Abraham Ellistein, tekst J. Lipski i Władysław Szlengel, ODEON 271319, śpiew Marian Olszewski, styczeń 1936, (Dyskopedia Poloników, 14046).
  - Kiedy pójdę w świat. Walc angielski z filmu „Judel gra na szkrzypcach”. muz. E. Ellstein, tekst J. Lipski i Władysław Szlengel, numer katalogowy SE8825, numer matrycowy 27861, śpiew Adam Aston, styczeń 1937.
24. Każda dama - taka sama
  - Każda dama - taka sama. Foxtrot. muz. A. Eliaszow, tekst Władysław Szlengel, numer katalogowy SE9690, numer matrycowy 27257, śpiew Chór Juranda, maj 1936.
25. Kołysanka japońska
  - Kołysanka japońska. muz. J. Markowski, tekst Władysław Szlengel, numer katalogowy SE2142, śpiew Chór Juranda, listopad 1938.
26. Księżyc i ja
  - Księżyc i ja. Tango. muz. Mascheroni, tekst Władysław Szlengel, ODEON 271580, śpiew Wiera Gran, 1939.
  - Księżyc i ja. Tango. muz. Mascheroni, tekst Władysław Szlengel, ODEON 271588, śpiew Janusz Popławski, 1939, (Dyskopedia Poloników, 14098).
27. List bez odpowiedzi
  - List bez odpowiedzi. Tango. muz. M. Zugariew i Udelski, tekst J. Lipski i Władysław Szlengel, ODEON271309, śpiew Albert Harris, 1936–1938 (Dyskopedia Poloników 6195).
  - List bez odpowiedzi: tango, Mieczysław Zugariew; Józef Lipski; Władysław Szlengel; Udelski.; Wydawnictwo Synkopa, Musical score, Warszawa: Wydawnictwo Synkopa, cop. 1936, Database: WorldCat
  - Słowa Lipski-Szlengel, muzyka Zugariew-Udelski, copyright November 26, 1936
28. Marechiare
  - Marechiare. Pożegnanie o świcie, piosenka neapolitańska. muz. P. Tosti, tekst Władysław Szlengel, numer katalogowy SE2268, numer matrycowy 29293, śpiew Stefan Witas, maj-sierpień 1939.
29. Miłosna ballada
  - Miłosna ballada. Tango. muz. Gaben, tekst J. Lipski i Władysław Szlengel, ODEON 271301, śpiew Jerzy Popławski, 1936–1938, (Dyskopedia Poloników, 14058).
30. Narty, narty
  - Narty, narty. Foxtrot narciarski. muz. Box, Cox, Butler, Roberts, tekst J. Lipski i Władysław Szlengel, numer katalogowy SE2231, numer matrycowy 29194, śpiew Mieczysław Fogg, luty-kwiecień 1939.
  - Narty ... narty ...: foxtrot, Elton Box; Desmond Cox; Ralph T Butler; Paddy Roberts; Józef Lipski; Warszawa: Fermata, cop. 1939, Musical score, Database: WorldCat. Wariant tytułu: On miał narty i termos miał. Horsey! horsey!
31. Nie czekaj na mnie miła
  - Nie czekaj na mnie miła. Tango. muz. Piramo, tekst Władysław Szlengel, ODEON 271508, śpiew Jerzy Popławski, 1936–1938, (Dyskopedia Poloników, 14110).
32. Nie mówmy o tym
  - Nie mówmy o tym. Tango. muz. Beno Goben, tekst J. Lipski i Władysław Szlengel, ODEON 271342, śpiew Stefan Bob, 1936–1938 (Dyskopedia Poloników, 946).
  - Nie mówmy więcej o tym. Tango. muz. B. Goben, tekst J. Lipski i Władysław Szlengel, numer katalogowy SE9888, śpiew Mieczysław Fogg, czerwiec 1937 - styczeń 1938.
33. Noc argentyńska
  - Argentyńska noc. Tango. muz. Manno, tekst Władysław Szlengel, ODEON 271509, śpiew Jerzy Popławski, 1936–1938, (Dyskopedia Poloników, 14097).
  - Noc argentyńska. Tango. muz. G. Manno, tekst Władysław Szlengel, numer katalogowy SE2201, śpiew Stefan Witas, styczeń 1939.
  - Noc argentyńska. Tango. muz. G. Manno, tekst Władysław Szlengel, numer katalogowy SE2226, śpiew Mieczysław Fogg, styczeń 1939.
34. Niczyja wina
  - Niczyja wina. Tango. muz. Mieczysław Zugariew, tekst J. Lipski i Władysław Szlengel, ODEON 271303, śpiew Bob i Harris, 1936–1938 (Dyskopedia Poloników, 941).
35. Oczy mojej Zosi
  - Oczy mojej Zosi. Tango. muz. O. Strock, tekst Władysław Szlengel, numer katalogowy SE2074, numer matrycowy 288207, śpiew Marian Demar, maj-lipiec 1938.
  - OCZY MOJEJ ZOSI tango 3'06” (Oskar Strock - Władysław Szlengel) MARIAN DEMAR z tow. ork. „Syrena Record” p/d Iwo Wesby’ego. SYRENA-ELECTRO 2074 mx28826. 1938r. (na CD2 Piosenki dla solenizantów, Warner Music Poland, 2010)
  - Zosia: tango, by Oscar Strock; Władysław Szlengel; Nowa Scena. Musical score View all formats and languages, Language: Polish, Publisher: Warszawa: Éditions „Nowa Scena”, cop. 1938., Database: WorldCat
  - Autor	Strock, Oscar (1892–1976). Tytuł	Zosia: tango / muzyka: Oskar Strock; słowa: Wład. Szlengel. Adres wydawniczy Warszawa: Éditions „Nowa Scena”, cop. 1938. Zapis muzyczny [Partytura].
  - Zosia, tango, copyright July 19, 1938
36. O zmroku
  - O zmroku. Tango. muz. Mieczysław Zugariew, tekst J. Lipski i Władysław Szlengel, ODEON271333(?), śpiew Marian Olszewski, (Dyskopedia Poloników, 14141).
37. Panna Andzia ma wychodne
  - Panna Andzia ma wychodne. Tango komiczne. muz. B. Mucman, tekst Władysław Szlengel, numer katalogowy SE8598, numer matrycowy 26863, śpiew Adam Aston, luty 1936.
  - Panna Andzia ma wychodne. Tango. muz. B. Mucman, tekst Władysław Szlengel, numer katalogowy SE8609, śpiew Tadeusz Faliszewski, marzec-kwiecień 1936.
  - Panna Andzia ma wychodne. Tango andrusowskie muz. B. Mucman, tekst Władysław Szlengel, ODEON271255, śpiew Albert Harris, 1938 (Dyskopedia Poloników 6164).
  - Panna Andzia ma wychodne. Tango komiczne. muz. B. Mucman, tekst Władysław Szlengel, numer katalogowy SE9662, numer matrycowy 27092, śpiew Chór Juranda, maj 1936.
  - Panna Andzia ma wychodne: tango, Bolesław Mucman; Władysław Szlengel; Bronisław Szulc; Lonora-Electro, Warszawa, Lonora Electro, [ca 1930], Music: 78 rpm (źródło Worldcat)
38. Panno Zosiu, ja funduję
  - Panno Zosiu, ja funduję. Tango andrusowskie. muz. B. Mucman, tekst Władysław Szlengel, numer katalogowy SE9727, numer matrycowy 27401, śpiew Tadeusz Faliszewski, maj 1936.
  - Panno Zosiu, ja funduję. Fox-Polka. muz. B. Mucman, tekst Władysław Szlengel, numer katalogowy SE8810, numer matrycowy 27766, śpiew Tadeusz Faliszewski, grudzień 1936.
  - Panno Zosiu, ja funduję. Fox-Polka. muz. B. Mucman, tekst Władysław Szlengel, numer katalogowy SE8810, numer matrycowy 27766, śpiew Tadeusz Faliszewski, grudzień 1936.
  - Panno Zosiu, ja funduję. Fox-polka. muz. B. Mucman, tekst Jerzy Ryba i Władysław Szlengel, ODEON271281, śpiew Albert Harris, 1936 (Dyskopedia Poloników 6165).
  - Panno Zosiu ja funduję: fox-polka, by Bolesław Mucman; Julian Skotnicki; Władysław Szlengel; Andrzej Włast; Iwo Wesby, Musical score: Popular music, Language: Polish, Publisher: Warszawa: „Nowa Scena”, [cop. 1937], Database: WorldCat
  - Panno Zosiu, ja funduję, copyright December 18, 1936, Nowa scena, Warsaw, Poland
39. Panienka z okienka
  - Panienka z okienka. Walc. muz. Mascaro, tekst Władysław Szlengel, ODEON 271505, śpiew Albert Harris, 1938 (Dyskopedia Poloników 6162).
40. Pardon, ja nie nalegam
  - Pardon, ja nie nalegam. Tango. muz. W. Eiger, tekst J. Lipski i Władysław Szlengel, numer katalogowy SE9751, numer matrycowy 27566, śpiew Tadeusz Faliszewski, wrzesień-listopad 1936.
41. Podwórzowy grajek
  - Podwórzowy grajek. Tango z filmu Judel gra na skrzypcach. muz. A. Ellstein, tekst J. Lipski i Władysław Szlengel, ODEON 271334, refren śpiewa Adam Aston, ok. 1936.
  - Podwórzowy grajek. Tango z filmu „Judel gra na szkrzypcach”. muz. E. Ellstein, tekst J. Lipski i Władysław Szlengel, numer katalogowy SE8825, numer matrycowy 27860, refren śpiewa Adam Aston, styczeń 1937.
42. Pójdę za tobą
  - Pójdę za tobą: tango, muz. Jerzy Nowita; Janusz Popławski; Jerzy Gert; Władysław Szlengel; Zbigniew Drabik; [Warszawa]: Odeon, [ca 1935], Music: 78 rpm (źródło: Worldcat)
  - Pójdę za tobą
43. Raz się żyje
  - Raz się żyje. Tango andrusowskie. muz. Ryszard Berlins, tekst J. Lipski i Władysław Szlengel, ODEON 271339, śpiew A. Wysocki, (Dyskopedia Poloników, 18141).
44. Sahara
  - Sahara. Foxtrot wschodni. muz. W. Podolski, tekst J. Lipski i Władysław Szlengel, ODEON 271321, śpiew Albert Harris, 1936–1938 (Dyskopedia Poloników 6172).
  - Sahara. O Allah! Slowfox charakterystyczny (Slow-Orientale). muz. W. Podolski, tekst J. Lipski i Władysław Szlengel, numer katalogowy SE9823, numer matrycowy 27898, śpiew Adam Aston, luty 1937.
45. Senor gra - donna tańczy
  - Senor gra - donna tańczy. Pośród drzew pomarańczy. Pasodoble. muz. B. Mucman, tekst Władysław Szlengel, numer katalogowy SE8426, śpiew Adam Aston, lipiec-sierpień 1935.
  - Autor Mucman, Bolesław (1905–1942). Tytuł	Senor gra - donna tańczy: paso-doble / B. Mucman; Wł. Szlengel. Teresina: paso-doble / Santeugini; Eser. Adres wydawniczy	[Warszawa]: Melodja Electro, [1935]. (Biblioteka Narodoa)
46. Serdeczna jak łza
  - Serdeczna jak łza. Walc angielski. muz. Harin, tekst J. Lipski i Władysław Szlengel, ODEON 271347, śpiew Janusz Popławski, (Dyskopedia Poloników, 14074).
47. Skonfiskowane tango
  - Skonfiskowane tango. Zakazane tango. muz. F. Scher, tekst Władysław Szlengel, numer katalogowy SE9744, numer matrycowy 27465, śpiew M. Fogg, 1936.
  - Skonfiskowane tango. Zakazane tango. muz. F. Scher, tekst J. Lipski i Władysław Szlengel, numer katalogowy SE9778, numer matrycowy 27676, śpiew Adam Aston, grudzień 1936 - styczeń 1937.
  - Skonfiskowane tango by Alfred Scher; Władysław Szlengel; Wydawnictwo Nut „Nowa Scena”. Musical score, Language: Polish, Publisher: Warszawa: Editions „Nowa Scena”, cop. 1936, Database: WorldCat
48. Śmiej się Griszka
  - Śmiej się Griszka. Foxtrot rosyjski, muz. O. Strock, tekst Szlenegl, W., numer katalogowy SE2042, numer matrycowy 28763, śpiew Mieczysław Fogg, kwiecień 1938.
  - Śmiej się, Griszka!!. Foxtrot rosyjski. muz. O. Strock, tekst Władysław Szlengel, numer katalogowy SE2068, śpiew Mieczysław Fogg, kwiecień 1938.
  - Śmiej się Griszka!. Tango. muz. Oscar Strock, tekst Władysław Szlengel, White eagle, C-717, mr. S-28763, śpiewa Mieczysław Fogg, (Dyskopedia Poloników, 3583).
  - Śmiej się Griszka: fox-trot, by Oskars Stroks; Władysław Szlengel; Wydawnictwo Nut „Nowa Scena”. Musical score Language: Polish, Publisher: Warszawa: Editions „Nowa Scena”, cop. 1938, Database: WorldCat
49. Ta wielka chwila
  - Ta wielka chwila. Tango. muz. M. Eisemann, tekst J. Lipski i Władysław Szlengel, ODEON 271327, śpiew Bob i Harris, 1936–1938 (Dyskopedia Poloników, 936).
50. Tak
  - Tak. Foxtrot z filmu „Król kobiet”. muz. W. Donaldson, tekst J. Lipski i Władysław Szlengel, numer katalogowy SE9779, śpiew Adam Aston, grudzień 1936 - styczeń 1937.
51. Tamborino
  - Tamborino. Pasodoble. muz. Z. Białostocki, tekst J. Lipski i Władysław Szlengel, numer katalogowy SE9775, numer matrycowy 27567, śpiew Tadeusz Faliszewski, grudzień 1936 - styczeń 1937.
  - Tamborino, paso doble, Zygmunt Białostocki, Józef Lipski, Władysław Szlengel, Melodie Electro, 667
52. Tango pożegnania
  - Tango pożegnania. Tango. muz. Garbo, tekst Władysław Szlengel, ODEON 271509, śpiew Jerzy Popławski, 1936–1938, (Dyskopedia Poloników, 14059)# Tango Notturno
  - Tango Notturno. Tango z filmu „Notturno”. muz. H. O. Borgman – tekst J. Lipski i Władysław Szlengel, numer katalogowy SE2091, śpiew Chór Juranda, maj-lipiec 1938.
  - Tango Notturno. Tango tytułowe z filmu „Notturno”. muz. H. O. Borgman, tekst J. Lipski i Władysław Szlengel, numer katalogowy SE2094, numer matrycowy 28873, śpiew Stefan Witas, maj-lipiec 1938.
  - Tango Notturno. Tango. muz. H. O. Borgmann, tekst J. Lipski i Władysław Szlengel, ODEON 271502, śpiew Chór Dana, 1938, (Dyskopedia Poloników, 1655).
  - Notturno. Tango z filmu „Notturno”. muz. H. O. Borgman – tekst. J. Lipski i Władysław Szlengel, numer katalogowy SE2071, numer matrycowy 28820, śpiew Mieczysław Fogg, maj-lipiec 1938.
  - Notturno. Tango. muz. H. O. Borgmann, tekst J. Lipski i Władysław Szlengel, White eagle, C-720, mr. S-28820, śpiewa Mieczysław Fogg, (Dyskopedia Poloników, 3580).
53. Trzeba umieć czasami skłamać
  - Trzeba umieć czasem skłamać. Tango. muz. Krauss-Elka, Mann, tekst J. Lipski i Władysław Szlengel, numer katalogowy SE9764, śpiew Mieczysław Fogg, grudzień 1936 - styczeń 1937.
  - Trzeba umieć czasem skłamać: tango, Leopold Krauss-Elka; Henryk Gold; Mieczysław Fogg; Józef Lipski; Władysław Szlengel; [Warszawa]: Syrena Electro, [post 1946], Music: 78 rpm, (źródło WorldCat)
54. Tańcz Maszka
  - Tańcz Maszka. Foxtrot – rosyjski. muz. Oskar Strok, tekst Władysław Szlengel, White Eagle C-724, mr. S-28761, Wykonanie orkiestra Syrena Rekord, nagranie w Polsce (Dyskopedia Poloników 12558)
  - Tańcz Maszka. Foxtrot rosyjski, muz. O. Strock, tekst Szlenegl, W., numer katalogowy SE2041, numer matrycowy 28760, śpiew Mieczysław Fogg, kwiecień 1938.
  - Tańcz, Maszka!. Foxtrot rosyjski. muz. O. Strock, tekst Władysław Szlengel, numer katalogowy SE2068, śpiew Mieczysław Fogg, kwiecień 1938.
  - copyright 19 July, 1938
55. To był błąd
  - To był błąd, tango-slow, słowa Lipski-Szlengel, muz. ar., Norbert Bilski, copyright July 2, 1938, F. Gorbaczewski, Warsaw, Poland
56. W tłumie
  - W tłumie. Tango. muz. M. Zugariew, tekst J. Lipski i Władysław Szlengel, ODEON271333, śpiew Albert Harris, 1936–1938 (Dyskopedia Poloników 6194).
57. W tę noc
  - W tę noc. Tango. muz. Becce Totem, tekst Władysław Szlengel, ODEON45009, śpiew Janusz Popławski, wykonanie Orkiestra Taneczna Odeonu, Reedycja, wyd. po 1945 r., nagr. w latach 30 XX w. (Dyskopedia Poloników, 14019)
58. Walczyk dla pani
  - Walczyk dla pani. muz. R. Gai, tekst Władysław Szlengel, ODEON 271490, refren śpiewa A. Harris, 1938.
59. Wesele
  - Wesele: walc, Fred Spielman; Janusz Popławski; Jerzy Gert; Julio Blanco; Andrzej Włast; Warszawa, Odeon, [ca 1935], music: 78 rpm (źródło: Worldcat)
60. Wielki błąd
  - Wielki błąd. Slowfox. muz. M. Brajtman, tekst J. Lipski i Władysław Szlengel, numer katalogowy SE9796, śpiew Wiera Gran, grudzień 1936 – styczeń 1937.
61. Wojskowy z wąsikami
  - Wojskowy z wąsikami. W niedzielę na spacerze. Marsz-foxtrot. muz. B. Muckman, tekst Władysław Szlengel, numer katalogowy SE2101, numer matrycowy 28909, śpiew Tadeusz Faliszewski, sierpień 1938.
62. Wróć do mnie moja mała
  - Wróć do mnie moja mała. Tango-piosenka z filmu Vivere z udziałem Tito Schipy. muz. Bixio, tekst Władysław Szlengel, numer katalogowy SE2111, śpiew Stefan Witas, wrzesień-październik 1938.
63. Wspomnij
  - Wspomnij. Tango. muz. M. Zugariew, tekst J. Lipski i Władysław Szlengel, ODEON 271282, śpiew stefan Witas, (Dyskopedia Poloników, 17672).
64. Z kobietą trzeba ostro
  - Z kobietą trzeba ostro. Tango. muz. A. Holm i M. Mariotti, tekst Władysław Szlengel, ODEON 271269, refren śpiewa Albert Harris, 1936.
65. Za rok za dwa
  - Za rok za dwa. Slowfox z filmu „Podwórka Warszawy”. muz. S. Fereszko, tekst J. Lipski i Władysław Szlengel, numer katalogowy SE9798, śpiew Wiera Gran, grudzień 1936 – styczeń 1937.
66. Zapłakane oczy
  - Zapłakane oczy. Tango. muz. J. Wilner, tekst Władysław Szlengel, numer katalogowy SE2059, numer matrycowy 28798, śpiew Mieczysław Fogg, kwiecień 1938.
  - Autor	Schütz, Alfred (1910–1999). Tytuł	Czemuś przyszła nieproszona: tango / A. Schütz; Jerry. Zapłakane oczy: tango / J. Wilner; Wł. Szlengel. Adres wydawniczy	[Warszawa]: Syrena-Electro, [1938].
  - Zapłakane oczy: najpiękniejsze tango sezonu, by Józef Wilner; Władysław Szlengel, Musical score: Dance forms View all formats and languages, Language: Polish Publisher: Warszawa: „Nowa Scena”, cop. 1938, Database: WorldCat
  - Zapłakane oczy, copyright July 19, 1938 (Catalog of copyright entries, musical compositions)
  - Autor	Rzewuski, Leon (1902–1964). Tytuł Corrida: pasadoble / L. Rzewuski. Zapłakane oczy: tango / J. Wilner; Wł. Szlengel. Adres wydawniczy	[Warszawa]: Muza, [post 1946]. (Biblioteka Narodowa)
  - Autor	Wilner, Józef (1905-?). Tytuł	Zapłakane oczy: najpiękniejsze tango sezonu / muzyka J. Wilner; słowa Wład. Szlengel. Adres wydawniczy	Warszawa: „Nowa Scena”, cop. 1938 Zapis muzyczny	[Partytura].
67. Zapomniany romans
  - Autor	Schütz, Alfred (1910–1999). Tytuł	Samotność: walc angielski / A. Schutz; As i W. Wiliński. Zapomniany romans: tango / T. Kwieciński; J. Lipski, Wł. Szlengel. Adres wydawniczy	[Warszawa]: Odeon, [ca 1935].
  - Autor	Górzyński, Tadeusz (1899–1942). Tytuł	Nie pytaj mnie o nic: tango z filmu „O czym marzą kobiety” / T. Górzyński; Jurandot. Zapomniany romans: tango / T. Kwieciński; Lipski, Szlengel. Adres wydawniczy	[Warszawa]: Melodja Electro, [post 1935].
68. Znów tej nocy
  - Znów tej nocy. Tango. muz. S. Weinroth, tekst Władysław Szlengel, numer katalogowy SE9876, numer matrycowy 28160, śpiew Mieczysław Fogg, marzec 1937.
69. Znów odchodzisz
  - Znów odchodzisz, Znów odchodzisz, (Vous, qui passez sans me voir), muzyka: Johnny Hess, Paul Misraki lub Paul Misrachi, słowa: Władysław Szlengel, rok: 1939, gatunek: slowfox (staremelodie)
70. Znów sam
  - Znów sam. Alone („Milion stars - milion lovers”). Slowfox z filmu z udziałem Braci Marx „Noc w operze”. muz. N. H. Brown, tekst J. Lipski i Władysław Szlengel, numer katalogowy SE9765, numer matrycowy 27643, śpiew Mieczysław Fogg, grudzień 1936 – styczeń 1937.
  - Autor	Barbara Bory, Tytuł	Co to może być: slowfox z filmu „Panna Lili” / Barbara Bory; Lipski, Szlengel. Znów sam: slowfox z filmu „Noc w operze” / N. H. Brown; [sł.] Lipski, Szlengel. Adres wydawniczy	[Warszawa]: Syrena-Electro, [1936].
71. Złote sny
  - Złote sny. Tango. muz. Julio Blanco, tekst Władysław Szlengel, ODEON 271541, śpiew Janusz Popławski, 1938–1939, (Dyskopedia Poloników, 14036).
  - Autor	Spielman, Fred (1906–1997). Tytuł	Wesele: walc / F. Spielmann, S. Weiss; Włast. Złote sny: tango / J. Blanco; Wł. Szlengel. Adres wydawniczy [Warszawa]: Odeon, [ca 1935].
72. Żegnaj
  - Żegnaj: tango / Markowski; Szlengiel. Adres wydawniczy	[Warszawa]: Muza, [ca 1955].

### Nagrania
Do tekstów wierszy z getta, przetłumaczonych przez Halinę Birenbaum na język hebrajski, izraelski zespół El HaMeshorer (pl. poeta) ułożył aranżację rockową. Nagrano płytę pod tytułem „Two gentlemen in the snow” (pl. „Dwaj panowie w śniegu”). Zespół zagrał w Warszawie koncert w październiku 2017 roku oraz w sierpniu 2018 - w wieczór otwarcia festiwalu Warszawa Singera - kolejny koncert pod budynkiem przy Waliców 14, w którym mieszkał Szlengel.